# Danielle Cuttino
Danielle Amina Cuttino (ur. 22 czerwca 1996 w Indianapolis) – amerykańska siatkarka, reprezentantka kraju, grająca na pozycji atakującej.

## Sukcesy klubowe
Puchar Brazylii:
- 2021

Mistrzostwo Brazylii:
- 2021, 2022[5]

Klubowe Mistrzostwa Ameryki Południowej:
- 2022[6]
- 2021

## Sukcesy reprezentacyjne
Mistrzostwa Świata Kadetek:
- 2013

Mistrzostwa Ameryki Północnej Juniorek:
- 2014

Puchar Panamerykański:
- 2019
- 2021